# Jonathan Neftali
Jonathan Neftali Diez González (født d. 26. august 1984) er en spansk fodboldspiller.

## Karriere
Jonathan Neftali har spillet det meste af karrieren i spanske sekundaklubber, men har tidligere været i søgelyset hos den schweiziske storklub  Grasshoppers, hvor Vejle Boldklubs tidligere cheftræner, Mats Gren, har været assistenttræner.
Neftali er karakteriseret ved at være stærk i nærkampe og stærk i luftspillet både offensivt og defensivt. Desuden er han en viljefast spiller med en stærk karakter .